# Nicodamus peregrinus
Espèce
Synonymes
- Theridion peregrinum Walckenaer, 1841
- Theridium semiflavum L. Koch, 1865
- Centropelma bicolor L. Koch, 1872
- Ozaleus tarandus Thorell, 1890

Nicodamus peregrinus est une espèce d'araignées aranéomorphes de la famille des Nicodamidae.

## Distribution
Cette espèce est endémique d'Australie. Elle se rencontre au Queensland, en Nouvelle-Galles du Sud, au Victoria et en Australie-Méridionale.

## Description
Le mâle décrit par Harvey en 1995 mesure 10,90 mm et la femelle 10,50 mm.

## Publication originale
- Walckenaer, 1841 : Histoire naturelle des Insects. Aptères. Paris, vol. 2, p. 1-549.